# Ulica Johna Baildona w Katowicach
Ulica Johna Baildona w Katowicach – ulica w katowickiej dzielnicy Dąb, powstała w latach 2004–2005 w wyniku budowy centrum handlowego Silesia City Center i osiedla Dębowe Tarasy, łącząca je z ulicą Chorzowską. Ulica nosi imię Johna Baildona – przemysłowca, założyciela huty w Dębie, uważanego za ojca współczesnego hutnictwa żelaza.

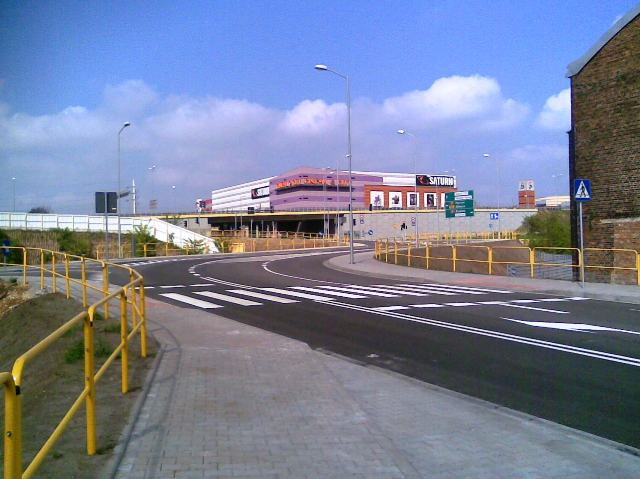
ulica Johna Baildona (widok na Silesia City Center)

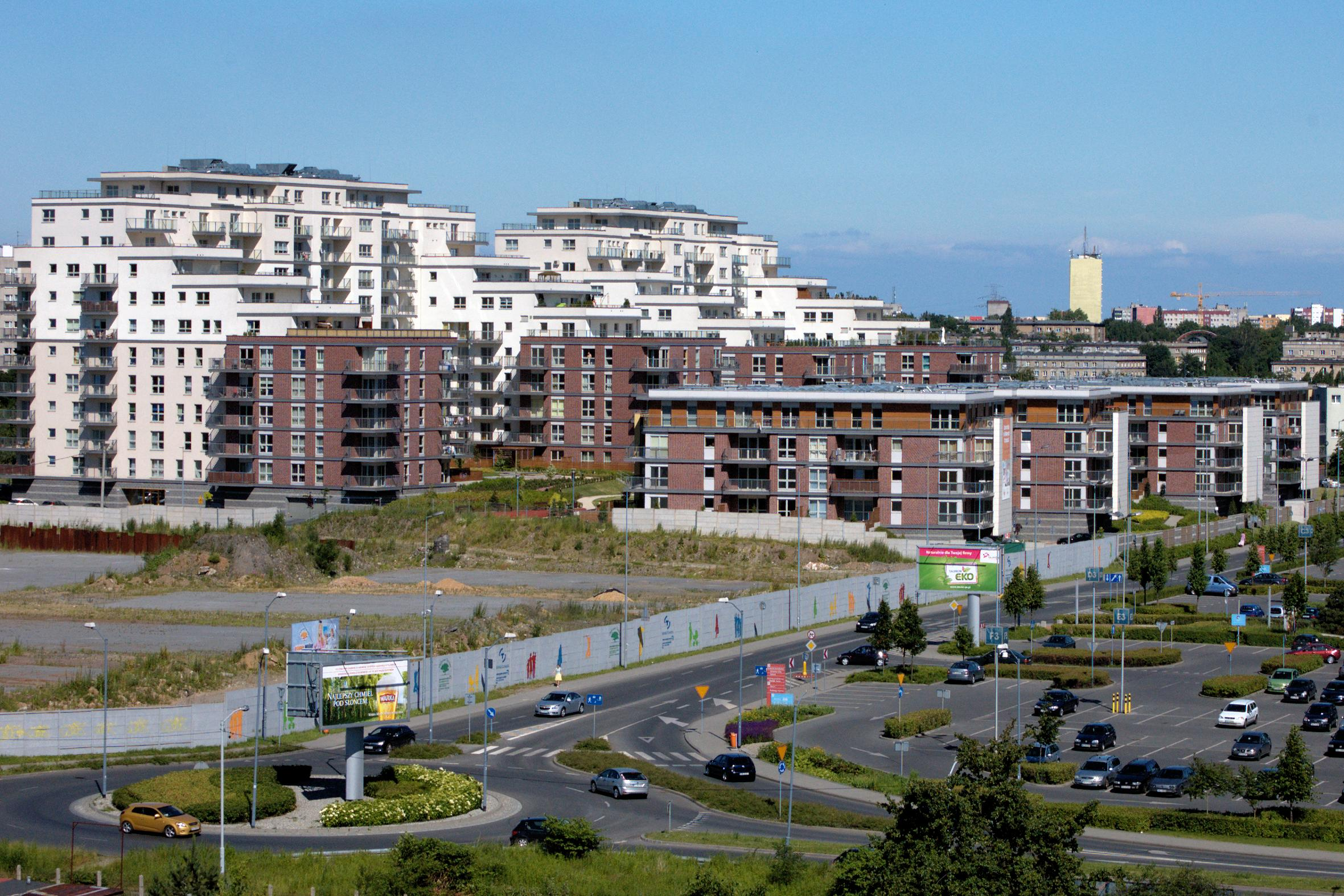
osiedle Dębowe Tarasy

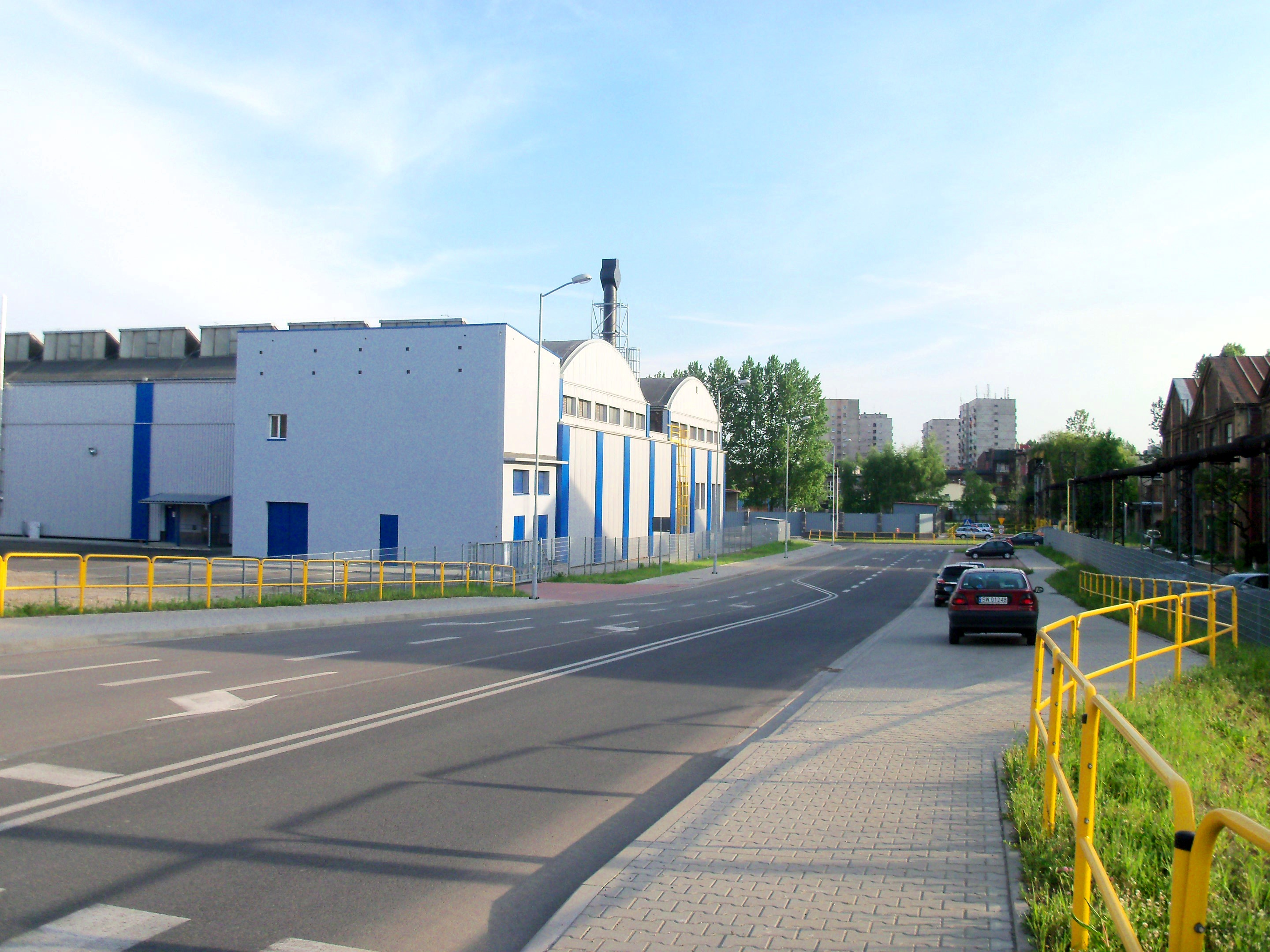
ul. J. Baildona – budynki zlikwidowanej huty „Baildon” (w tle bloki osiedla Janasa-Ondraszka)

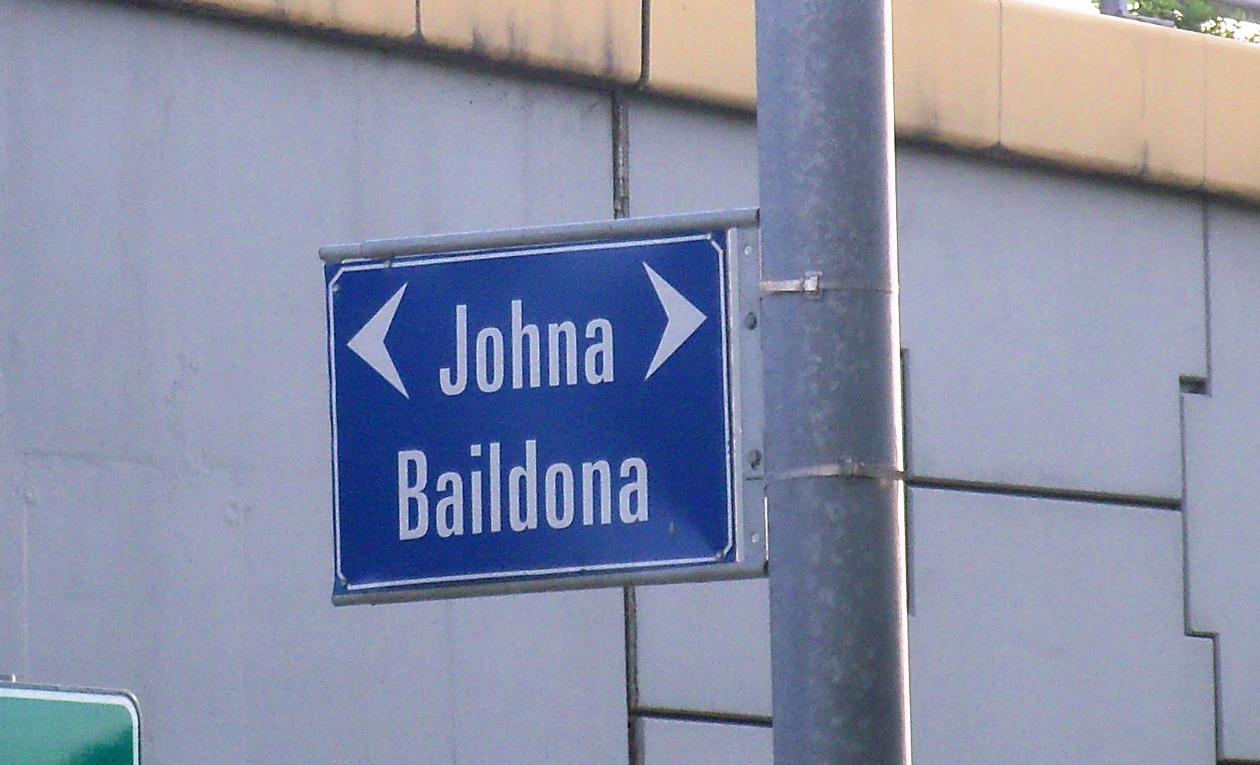
Tabliczka z nazwą ulicy

W 2007 roku przy nienazwanej jeszcze ulicy zaczęto budować osiedle Dębowe Tarasy. Uroczystość wmurowania kamienia węgielnego miała miejsce 22 lutego 2007 roku. Budynki są przykładem architektury kaskadowej. Uchwałą Rady Miasta Katowice nr XX/368/07 z 20 grudnia 2007 roku drodze wewnętrznej, łączącej ulicę Chorzowską z ulicą księdza Piotra Ściegiennego nadano nazwę ulica Johna Baildona. Uchwałą Rady Miasta Katowice z 26 stycznia 2009 roku rondo w ciągu ulicy Johna Baildona przyjęło nazwę rondo księdza Józefa Kanii. Uchwałą Rady Miasta Katowice nr LXIII/1275/10 z 30 sierpnia 2010 roku nazwa ulica Johna Baildona objęła także drogę, łączącą ulicę Chorzowską z terenami likwidowanej huty „Baildon”. Ulica od ronda księdza Józefa Kanii do skrzyżowania z ulicą Chorzowską posiada dwa pasy ruchu w każdą stronę.
W 2009 roku w ramach budowy układu komunikacyjnego na terenach likwidowanej huty „Baildon” zrealizowano drogę publiczną wraz z odwodnieniem i oświetleniem dla zjazdu z ulicy Chorzowskiej (część Drogowej Trasy Średnicowej) w kierunku obiektów przedsiębiorstwa ESAB i centrum biurowego Silesia Business Park. Inwestycja wyniosła 3 121 393,47 zł; położono nawierzchnię z asfaltobetonu o powierzchni 4148,6 m², chodniki oraz wjazdy z kostki betonowej i kostki integracyjnej, pas postojowy dla samochodów ciężarowych z kostki brukowej, odwadniającą kanalizację deszczową, oświetlenie drogi i sygnalizację świetlną. Przed 2009 rokiem w miejscu ulicy istniała droga utwardzona, prowadząca do obiektów hutniczych, niemająca połączenia z ul. Chorzowską. Nosiła wewnętrzną nazwę zakładową ulica Zimna. W 2010 roku rozpoczęła się rozbudowa Silesia City Center oraz związana z tym modernizacja ulicy Johna Baildona. Mieszkańcy osiedla Dębowe Tarasy, skarżący się na hałas, dochodzący z budowy, dnia 12 marca 2011 roku zorganizowali protest blokując ulicę w rejonie ronda ks. Józefa Kani – główną drogę dojazdową do centrum handlowego. Domagali się usytuowania przy osiedlu ekranu akustycznego, którego umieszczenie obiecał jeszcze we wrześniu 2010 roku inwestor budowy nowej części SCC.
Przy ulicy Johna Baildona swoją siedzibę mają: biuro architektoniczne, biuro tłumaczeń, biuro projektowe, przedsiębiorstwa handlowo-usługowe. Kod pocztowy dla budynków, znajdujących się przy ulicy to 40-115. Ulicą kursują linie autobusowe Zarządu Transportu Metropolitalnego (ZTM).